# Pueblo Viejo (Facatativá)
Pueblo Viejo es una de las 14 veredas y 20 centros poblados que conforman el municipio cundinamarqués de Facatativá. Ubicado al suroccidente del casco urbano y a 5 minutos del centro de Facatativá sobre los caminos reales de Zipacón y Anolaima, delimita al norte y occidente con la vereda Los Manzanos y al sur con la vereda El Corito.

## Historia

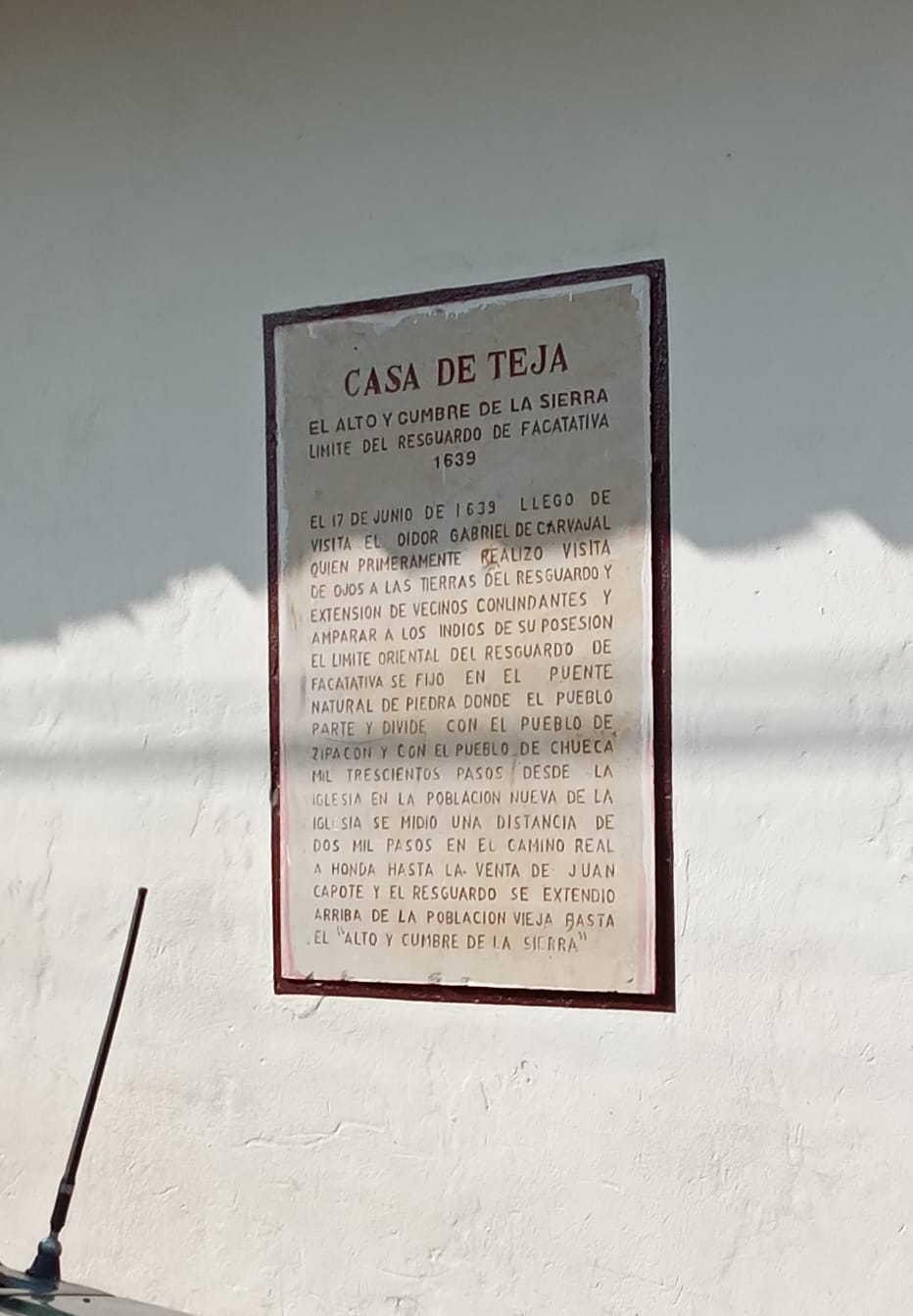
Placa conmemorativa en visita del Oidor Gabriel de Carvajal, ubicada en la Casa histórica CasaTeja.

Se estima que hace unos 18 000 años llegaron los primeros habitantes a esta región. La vereda Pueblo Viejo se estableció sobre la ciudad precolombina muisca de Tocatativá, tras el asesinato del Zipa Tisquesusa  el 15 de octubre de 1538 por el conquistador Ballesteros Alonso Domínguez Beltrán, se establecieron allí los primeros conquistadores y colonos, ya que las tierras del valle de Facatativá eran pantanosas e inundables. Estableciendo así a Juan Fuentes de la tropa de Nicolas de Federman como primer encomendero de Tocatativá en 1540. Los frailes misioneros mandaron construir la capilla doctrinera en Pueblo Viejo (Tocatativá) cerca de las encomiendas, allí, los indígenas eran catequizados y les enseñaban, el idioma y nuevas técnicas agropecuarias.  El 3 de julio de 1600 el Oidor Licenciado Diego Gómez de Mena, con el fin de construir, una nueva iglesia, mandó reunir a los habitantes de los poblados indígenas de Chueca, Niumixaca,Tocatativá (Pueblo Viejo) y Chisachasuca, Reubicándolos en el sitio conocido como Teuta, Donde se estableció la actual ciudad de Facatativá. El 17 de junio de 1639 llegó de visita el oidor Gabriel de Carvajal, quien primeramente practicó vista de ojos a las tierras de resguardo y estancias de vecinos colindantes con el fin de reconocer los linderos y amparar a los indios en su posesión. Estableciendo los límites del nuevo poblado de Facatativá en el ahora llamado alto y cumbre la sierra (Pueblo Viejo).

## Turismo
El turismo de la vereda se ha establecido en torno a la actividad deportiva y cultural, destacando el mirador de Pueblo Viejo, donde se tiene una vista de toda la ciudad de Facatativá. El antiguo camino real entre Facatativá y Zipacón que transcurre en su mayoría por la vereda es una ruta usual para senderistas y aficionados al ciclo montañismo. De igual manera esto ocurre con el camino real entre Facatativá y Anolaima, en el que una parte transcurre dentro de la vereda, también son comunes las visitas a la Casa histórica: CasaTeja Buenos Aires, edificación central de la vereda, que se destaca por ser la edificación más antigua que se conserva en todo el municipio de Facatativá.